# Symplecta (Hoploerioptera) luctuosipes
Symplecta (Hoploerioptera) luctuosipes is een tweevleugelige uit de familie steltmuggen (Limoniidae). De soort komt voor in het Palearctisch gebied.